# Чжао Сыци
Чжа́о Сыци́ (иер. 赵思齐, кант.-рус. Чиу Сичхай, хокло Тьё Сыцуэ, англ. Sze Chyi Chew; род. 24 февраля 1999, Селангор, Малайзия) — малазийская фигуристка, выступающая в одиночном катании. Серебряный призёр чемпионата Малайзии (2019).

## Биография
Начала заниматься фигурным катанием в семь лет. Её наставниками были Чэнь Хуэйсинь и Такудзи Ояма. Для постановки программ сотрудничала с Дженнифер Тан и Кришой Госсард. Во время карьеры проживала в городе Петалинг-Джая штата Селангор. Вне льда увлекалась прослушиванием музыки и чтением.
В семнадцать лет включена в состав сборной Малайзии. В 2016 году заняла пятнадцатое место на международном юниорском турнире FBMA Trophy. После перехода во взрослое катание завоевала серебро чемпионата Малайзии (2019). В том же сезоне участвовала в Универсиаде, где оказалась тридцать третьей.
В сезоне 2019/20 выступила на двух турнирах. Сперва каталась на челленджере Asian Open, где после первого дня соревнований занимала четырнадцатую позицию среди шестнадцати участниц. По сумме двух прокатов она откатилась на последнее место. Через месяц стала восьмой на Играх Юго-Восточной Азии.
К 2020 году совмещала получение образования, соревновательную карьеру и тренерскую работу. Обучалась по направлению психологии в Южном университете Нью-Гэмпшира и Международном колледже INTI в городе Субанг-Джая. Являлась тренером и помогала в хореографии юной фигуристке Африне Диянах.

## Программы
| Сезон   | Короткая программа            | Произвольная программа                            |
| ------- | ----------------------------- | ------------------------------------------------- |
| 2021/22 | - «River Flows in You» Yiruma | - Фантазия на тему «Турандот» Пуччини Ванесса Мэй |

## Результаты
| Соревнования                | 15/16         | 18/19         | 19/20         |
| Международные               | Международные | Международные | Международные |
| --------------------------- | ------------- | ------------- | ------------- |
| Asian Open                  |               |               | 16            |
| SEA Games                   |               |               | 8             |
| Универсиада                 |               | 33            |               |
| Международные среди юниоров |               |               |               |
| FBMA Trophy                 | 15            |               |               |
| Национальные                |               |               |               |
| Чемпионат Малайзии          |               | 2             |               |